# Discovery, Inc.
 For alternative betydninger, se Discovery. (Se også artikler, som begynder med Discovery)
Discovery, Inc. (forkortet DI) er et amerikansk mediaforetagende, som ejes af Liberty Media Corporation, Cox Communications og Advance/Newhouse Communications. Hovedkontoret ligger i Silver Spring. Selskabet driver tv- og radiokanaler over hele verden.
Blandt virksomhedens tv-kanaler er: Animal Planet, Discovery Channel, Discovery World, Discovery Science, Discovery Travel & Living, TLC, Discovery Health, Discovery Times, Discovery Kids, BBC America, FitTV, People+Arts, Military Channel, Science Channel, Discovery Home, Discovery Travel & Adventure, Discovery Wings, Travel Channel, Discovery Real Time, Discovery Home & Health, Discovery H&L.
Foruden den centrale virksomhed i USA og Canada, har man fire øvrige regioner, det som DCI kalder "International Networks". Disse regioner er Discovery Networks Europe i Europa, Afrika og Mellemøsten; Discovery Networks Asia i Asien; Discovery Networks Latin America/Ibiria i Latinamerika og på den Ibiriske halvø, samt Discovery Networks India i Indien.
Den 14. december blev det offentliggjort at selskabet købte de dele af SBS Broadcasting, som ProSiebenSat.1 Media overtog i 2007. Prisen var oplyst til 1,3 mia. EUR.